# Isla de Rattanakosin

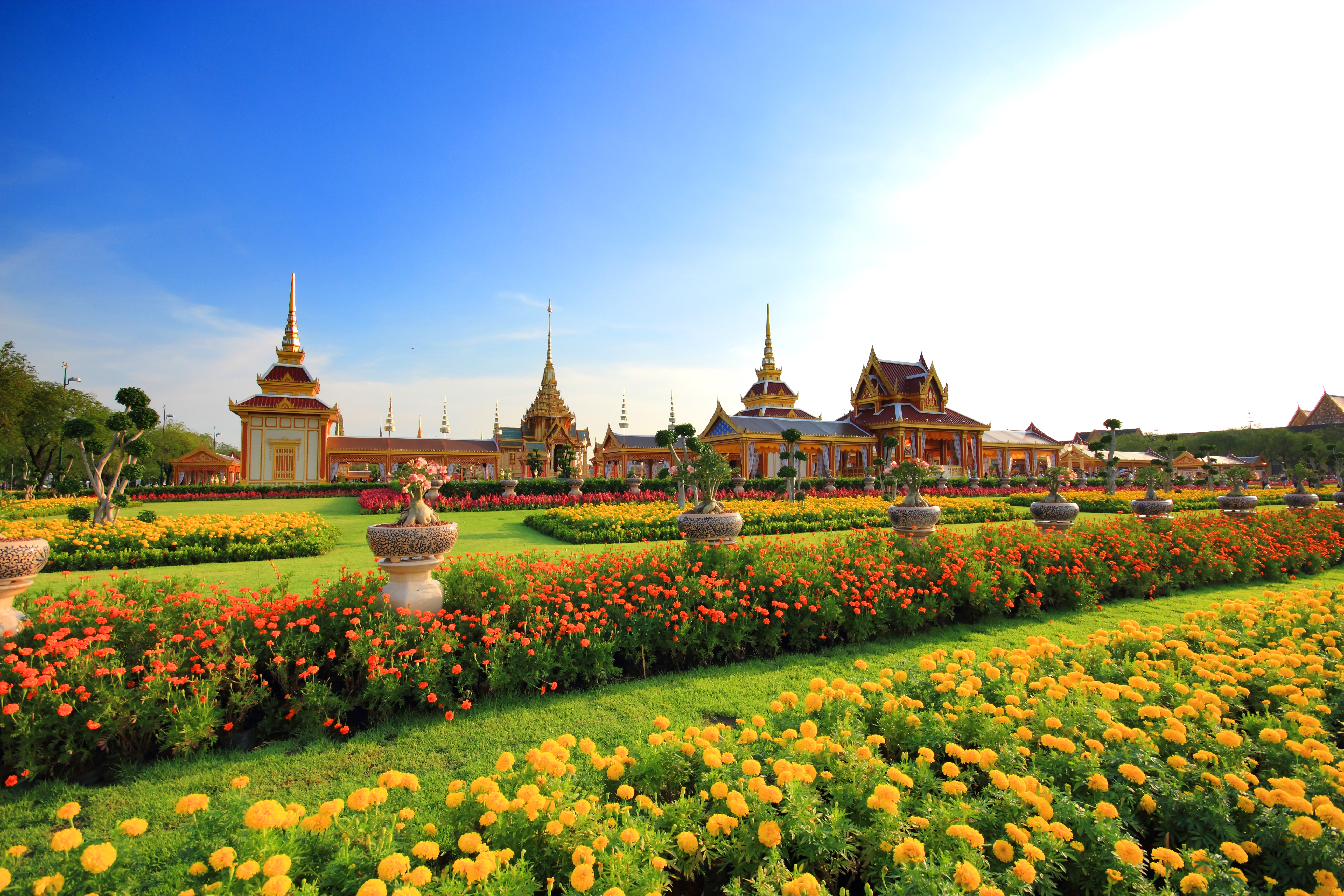
Plaza Sanam Luang.

Isla de Rattanakosin (en tailandés, เกาะรัตนโกสินทร์) es un barrio de Bangkok, Tailandia, ubicado en el distrito central de Phra Nakhon. Está fuertemente ligado a los orígenes de la ciudad (se conoce a la zona como Ciudad Antigua o Barrio Antiguo) y conserva gran cantidad de palacios y monumentos de la época de la fundación de la capital, establecida en esta área por el rey Rama I, fundador de la Dinastía Chakri.
Si bien no es en sentido estricto una isla (koh, เกาะ), su ubicación entre el río Chao Phraya y los numerosos canales excavados en la zona le daban la apariencia de tal, motivo por el cual recibió esa denominación. La modernización de la ciudad hizo que muchos de los canales quedaran ocultos a la vista y otros fueran soterrados.

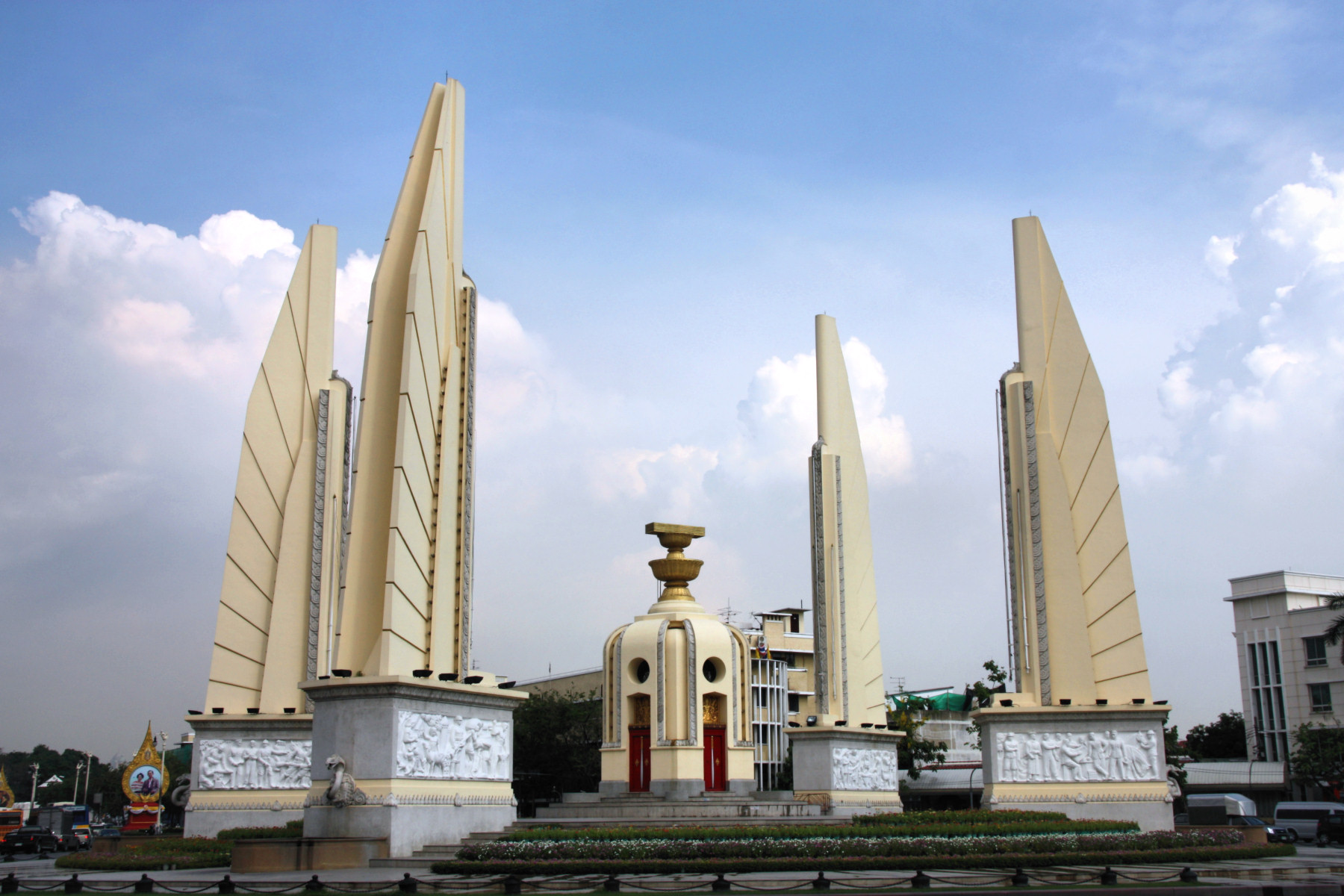
Monumento a la democracia.

Ocupa menos de 4 kilómetros cuadrados, delimitada por el río Chao Phraya al oeste y al sur, el canal Banglamphu al norte y el canal Ong Ang al este, y agrupa varias de las mayores atracciones turísticas de la ciudad, como el Gran Palacio Real y los templos Wat Pho, Wat Phra Kaew, Wat Saket y Wat Suthat, la famosa calle Khaosan, la plaza Sanam Luang donde se realizan ceremonias y funciones reales, el Museo Nacional, la Galería de Arte Nacional, el Mercado de Flores, el mercado hindú Phahurat y el Monumento a la Democracia, entre otros.
En Rattanakosin está Saan Lak Meuang (ศาลหลักเมือง), el pilar ubicado en el Kilómetro Cero de Bangkok, desde donde se miden las distancias desde y hacia la ciudad.

## Historia

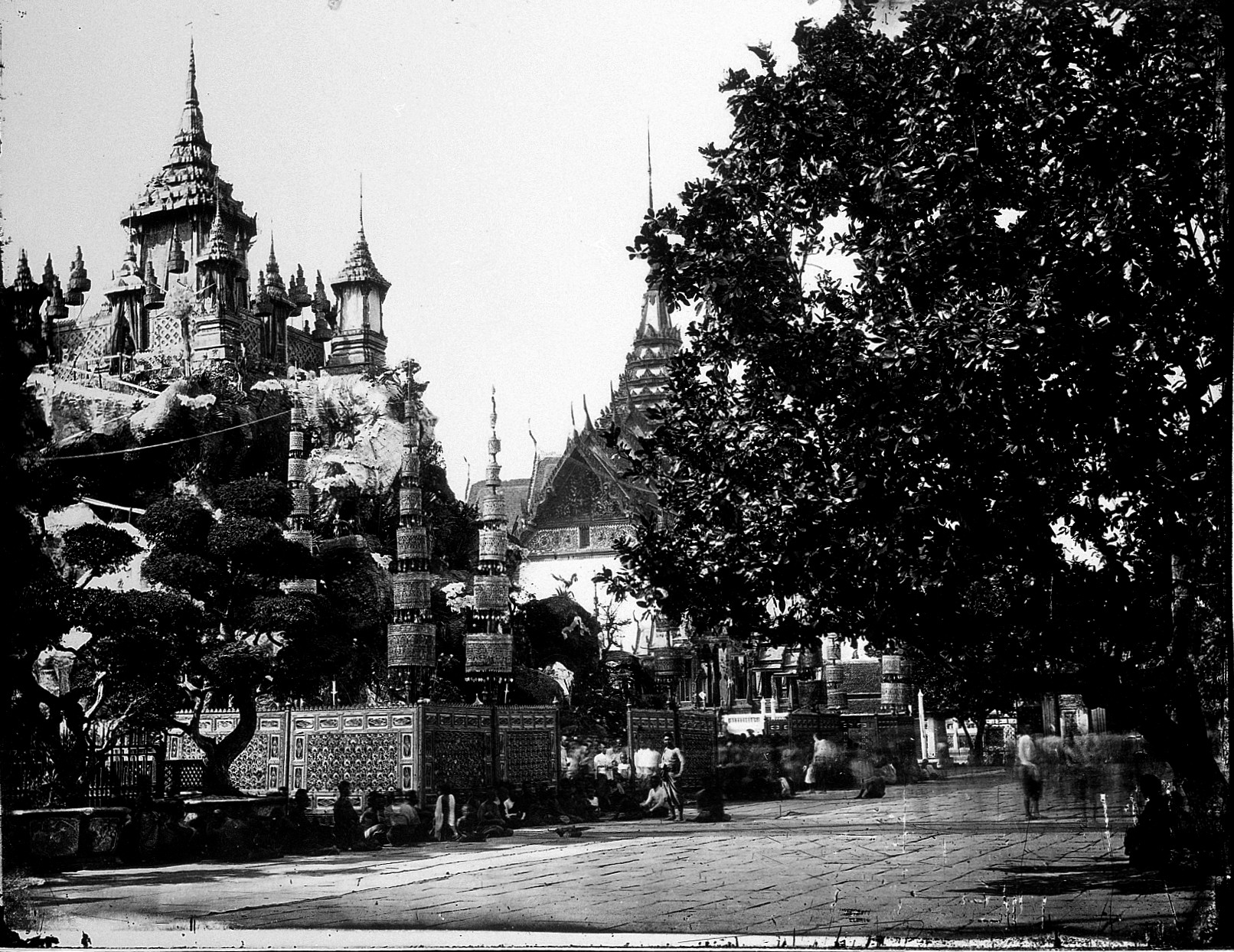
El Gran Palacio en 1865.

Con la caída del Reino de Ayutthaya en la guerra birmano-siamesa, en 1767, el rey Taksin instaló por un breve período la capital del antiguo reino de Siam en Thonburi, en la orilla oeste del río Chao Phraya. Con la irrupción de la Dinastía Chakri, el rey Rama I trasladó en 1782 la capital al otro lado del río, a la isla de Rattanakosin, donde se asentaba hasta esos días una pequeña comunidad dedicada al comercio. Para proteger la ciudad de un eventual asedio birmano, la nueva capital fue coronada con catorce fortificaciones y cercada por murallas hoy desaparecidas.
Rama I concentró la monarquía, la administración nacional y la religión dentro de esas murallas, con la intención de construir una ciudad que se comparara con la grandeza de Ayutthaya, por lo que rápidamente se erigieron grandes palacios, y fueron cavados y extendidos canales con prisioneros de guerra birmanos como mano de obra.
Bangkok se desarrolló en torno a Rattanakosin, e incluso la familia real se trasladó al Palacio de Dusit (al norte de la ciudad extramuros) atendiendo a las modernizaciones instauradas por Rama V tras su viaje a Europa de 1897. Aun así, Rattanakosin conservó hasta la actualidad su perfil de grandes palacios, casas bajas y comercio en los muelles junto al río, en contraste con el crecimiento en vertical de otras zonas de la ciudad en el siglo XX.